# Angelo Maria Dolci

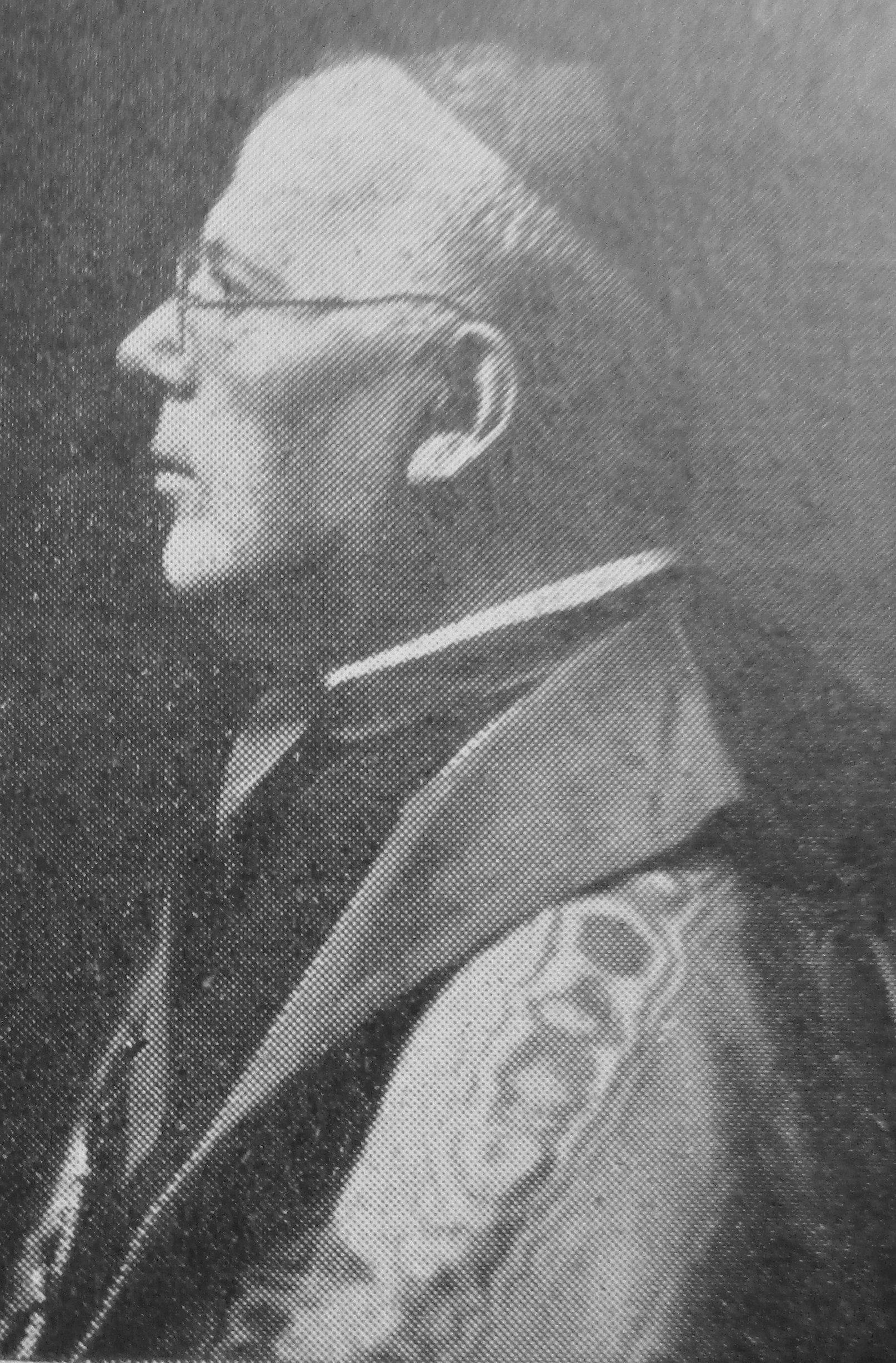
Kardinaal Dolci

Wapen

Angelo Maria Dolci (Civitella di Agliano, 12 juli 1867 - aldaar, 13 september 1939) was een Italiaans geestelijke en kardinaal van de Rooms-Katholieke Kerk.
Dolci studeerde aan het Pauselijk Athenaeum San Apollinare in Rome. Hij werd in 1890 priester gewijd en studeerde vervolgens aan de Pauselijke Ecclesiastische Academie, de diplomatenopleiding van de Heilige Stoel. Hij werd in 1900 door paus Leo XIII benoemd tot bisschop van Gubbio en werd gewijd door Francesco Satolli, waarbij onder andere Rafael Merry del Val, de latere kardinaal-staatssecretaris, op dat moment rector van de Ecclesiastische Academie, optrad als medewijdende bisschop. Hij werd in 1906 apostolisch delegaat voor Peru, Bolivia en Ecuador, ter gelegenheid waarvan hij werd verheven tot titulair aartsbisschop van Nazianzo. Hij werd in 1910 teruggeroepen naar Italië, waar hij aartsbisschop van Amalfi werd. Vier jaar later benoemde paus Benedictus XV hem tot apostolisch delegaat voor Constantinopel, ter gelegenheid waarvan hem het titulaire aartsbisdom Hierapolis in Syria werd toegewezen. In 1922 benoemde de paus hem tot apostolisch nuntius in België, maar daar kwam hij nooit aan. Voor zijn vertrek naar Brussel werd hij al overgeplaatst naar Roemenië.
Tijdens het consistorie van 13 maart 1933 creëerde paus Pius XI hem kardinaal. De Santa Maria della Vittoria werd zijn titeldiakonie. Hij keerde terug naar Rome en werd benoemd tot kardinaal-aartspriester van de Basiliek van Maria de Meerdere. Drie jaar later werd hij kardinaal-bisschop van het suburbicair bisdom Palestrina. Kardinaal Dolci nam deel aan het conclaaf van 1939 dat leidde tot de verkiezing van Eugenio kardinaal Pacelli tot paus Pius XII. Niet veel later overleed hij in zijn geboortedorp, waar hij ook werd begraven.
- Bibliothèque nationale de France: cb165193300 (data)
- Gemeinsame Normdatei: 1121539122
- International Standard Name Identifier: 0000 0003 8259 6209
- Istituto Centrale per il Catalogo Unico: SBLV201632
- Virtual International Authority File: 265544535
- WorldCat: E39PBJq6RwCrXF8WB6pYbw6xjC